# 杨士武
杨士武（1955年4月—），浙江天台人。汉族。加入中共。中共江苏省委党校行政管理专业毕业。
曾任武警四川总队总队长、中国人民武装警察部队副参谋长。2011年，任中国人民武装警察部队后勤部部长。2015年7月，卸任中国人民武装警察部队后勤部部长职务。
2008年，当选第十一届全国人民代表大会四川地区代表。